# 埃米尔·左拉大街站
埃米尔·左拉大街站（法語：Avenue Émile Zola）是法国巴黎地铁10号线的一个车站，位于巴黎十五区。8号线车站于1913年7月13日启用，于1937年7月27日随8号线部分路段一同转为10号线。站名来自埃米尔·左拉大街，該大街以法国作家埃米尔·左拉命名。

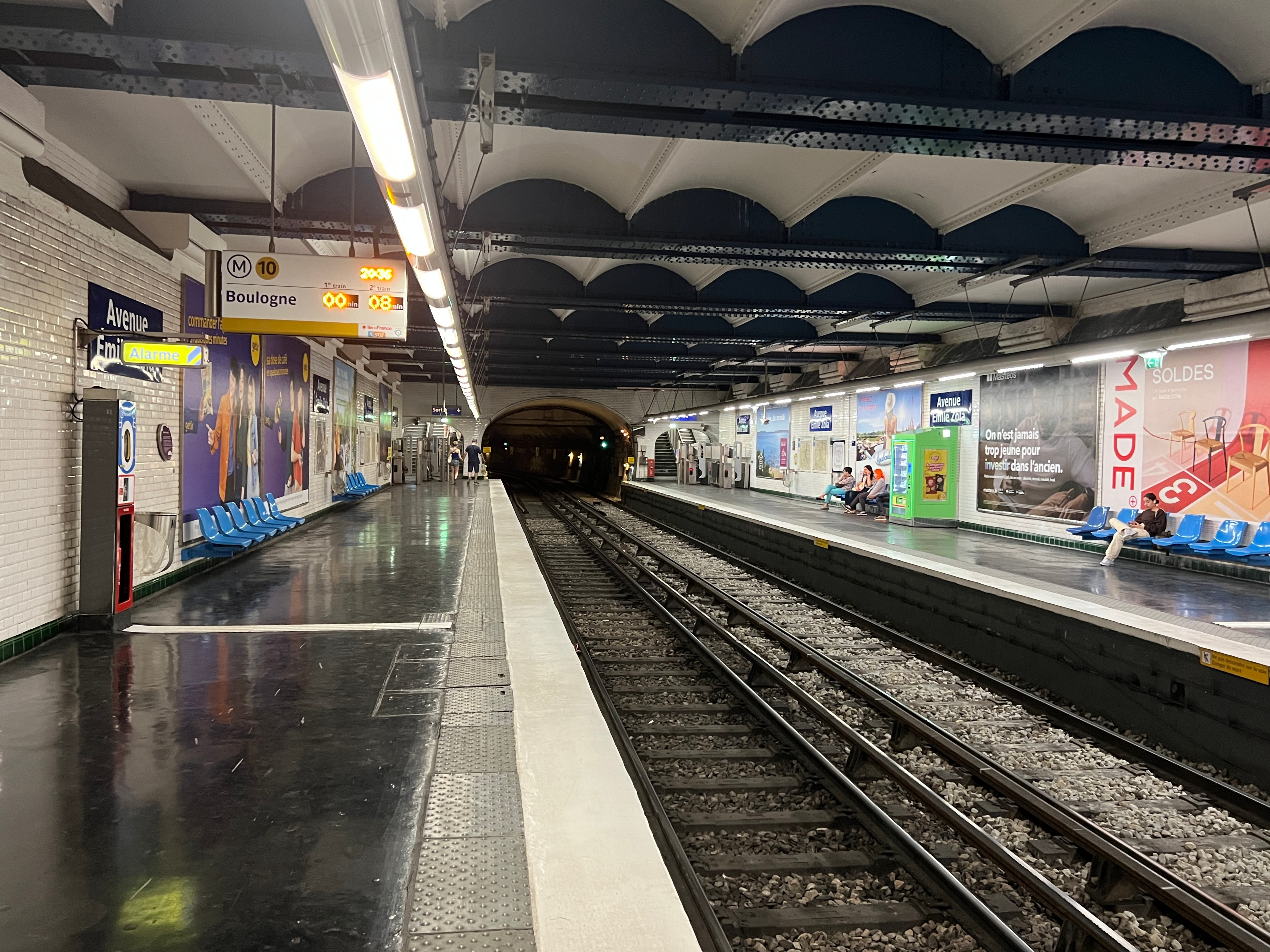
月台（2022年7月）

## 車站結構
| 街道層 | 街道層             | 出口                                   |
| 月台   | 側式月台，右側開門 | 側式月台，右側開門                     |
| 月台   | 西行               | 往布洛涅-聖克盧橋（夏爾·米歇爾）       |
| 月台   | 東行               | 往奧斯特里茨站（拉莫特-皮凱-格勒內勒） |
| 月台   | 側式月台，右側開門 |                                        |